# Chain Reaction (label)
Chain Reaction est un label créé en 1995 à Berlin et fait partie des nombreux labels de la galaxie Basic Channel dirigés par Moritz von Oswald & Mark Ernestus. La musique que produisent les artistes du label oscille entre techno minimale, dub techno, dub et ambient.
Le label à longtemps promu de nouveaux artistes qui ont depuis leurs propres labels, tels Monolake, Substance, Vladislav Delay, Porter Ricks, Vainqueur, Hallucinator ou Fluxion. À l'exception de Vainqueur, tous ont sorti leur premier maxi sur ce label.
Chain Reaction est actuellement en sommeil. Bien qu'un nouvel album d'Hallucinator ait été prévu (cf. cette page web), le groupe n'a jamais donné suite. Certains des albums CD de son catalogue, privés de repressages officiels, se sont vu offrir une ressortie sur les propres labels des artistes : ainsi Vladislav Delay a réédité Multila en 2007 sur son label Huume Recordings et Monolake s'apprète à sortir une version remasterisée de HongKong, dans le cadre de leur plan de réédition de leurs propres classiques (telle la réédition de leur album Interstate, sortie en 2007 sur Monolake/Imbalance Computer Music).

## Discographie

### Vinyles
- CR-01 - Scion - Emerge (1995)
- CR-02 - Various artists - 1-7 (1995)
- CR-03 - Porter Ricks - Port of Transition (1996)
- CR-04 - Monolake - Cyan (1996)
- CR-05 - Substance - Relish (1996)
- CR-06 - Vainqueur - Reduce (1996)
- CR-07 - Vainqueur - Elevation (1996)
- CR-08 - Monolake - Magenta (1996)
- CR-09 - Porter Ricks - Port of Nuba
- CR-10 - Pelon - No Stunts (1996)
- CR-11 - Helical Scan - Index 1/2 (1996)
- CR-12 - Resilent - Resilent (1996)
- CR-13 - Vainqueur - Solanus (1996)
- CR-14 - Porter Ricks - Nautical Dub (1996)
- CR-15 - Monolake - Lantau/Macao (1997)
- CR-16 - Erosion - Erosion (1997)
- CR-17 - Continuous Mode - Direct Out Mode 1-4 (1997)
- CR-18 - Substance - Scent (1997)
- CR-19 - Vainqueur - Elevation II (1997)
- CR-20 - Ridis - Triangle (1997)
- CR-21 - Fluxion - Lark/Atlos (1998)
- CR-22 - Hallucinator - People (1998)
- CR-23 - Matrix - Isolated Dot (1999)
- CR-24 - Fluxion - Largo (1999)
- CR-25 - Hallucinator - Red Angel (1999)
- CR-26 - Vladislav Delay - Huone (1999)
- CR-27 - Matrix - Isthmus #Fast (1999)
- CR-28 - Hallucinator - Black Angel (1999)
- CR-29 - Fluxion - Prospect/Oblique (1999)
- CR-30 - Vladislav Delay - Ranta (2000)
- CR-31 - Matrix - See Off (2000)
- CR-32 - Fluxion - Bipolar Defect (2000)
- CR-33 - Hallucinator - Frontier (2000)
- CR-34 - Shinichi Atobe - Ship-Scope (2001)
- CR-35 - Hallucinator - Morpheus (2003)

### CD
- CRD-01 - Porter Ricks - Biokinetics (1996)
- CRD-02 - Vainqueur - Elevations (1997)
- CRD-03 - Various artists - Decay Product (1997)
- CRD-04 - Monolake - Hongkong (1997)
- CRD-05 - Substance - Session Elements (1998)
- CRD-06 - Various - ... Compiled (1998)
- CRD-07 - Fluxion - Vibrant Forms (1999)
- CRD-08 - Hallucinator - Landlocked (1999)
- CRD-09 - Vladislav Delay - Multila (2000)
- CRD-10 - Matrix - Various Films (2000)
- CRD-11 - Fluxion - Vibrant Forms II (2000)

## Labels associés
- Basic Replay
- Basic Channel
- Burial Mix
- Maurizio
- Main Street Records
- Rhythm & Sound
- Wackies (label qui s'occupe des rééditions du catalogue original Wackies)